# 康布里奇奧克斯 (加利福尼亞州)
康布里奇奧克斯（英語：Cambridge Oaks）是位於美國加利福尼亞州埃爾多拉多縣的一個非建制地區。該地的面積和人口皆未知。

## 地理
康布里奇奧克斯的座標為38°40′01″N 121°01′13″W / 38.66694°N 121.02028°W，而該地的平均海拔高度為393米（即1158英尺）。